# Mindless Self Indulgence
Mindless Self Indulgence, förkortas MSI, är ett amerikanskt band som spelar vad de själva kallar "industrial jungle pussy punk" med starka influenser av hiphop, industrial, electro, och metal.
Bandet grundades 1997 i New York, med Little Jimmy Urine på sång och programmering, Steve Righ? på gitarr, Kitty på trummor och dåvarande Vanessa Y.T på bas, numera Lyn-Z. Namnet fick de efter Mindless Self-Indulgence ett soloalbum av Jimmy Urine (James Euringer) som han spelat in i mitten av 90-talet.
De har varit förband för många populära moderna band som System of a Down, Korn, Sum 41, Mushroomhead, Insane Clown Posse och Rammstein. De har också dykt upp på en del större festivaler som Voodoo Music Experience 2003 och 2005.

## Diskografi

### Studioalbum
- 1995: Mindless Self-Indulgence
- 1999: Tight
- 2000: Frankenstein Girls Will Seem Strangely Sexy
- 2002: Alienating Our Audience
- 2003: Despierta Los Niños
- 2005: You'll Rebel to Anything
- 2006: Another Mindless Rip Off
- 2007: Our Pain, Your Gain (DVD)
- 2008: If
- 2013: How I Learned to Stop Giving a Shit and Love Mindless Self Indulgence

## Medlemmar
- Jimmy Urine - sång
- Steve, Righ? - gitarr
- Kitty - trummor
- LynZ - bas

## Bildgalleri

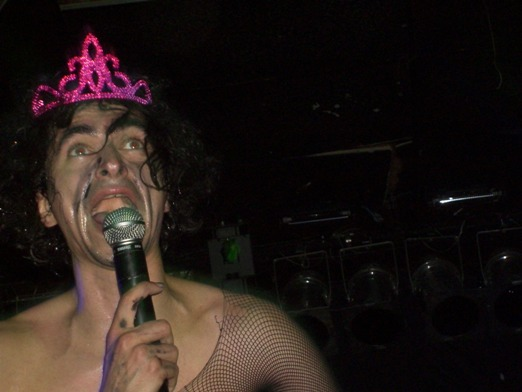
Jimmy Urine
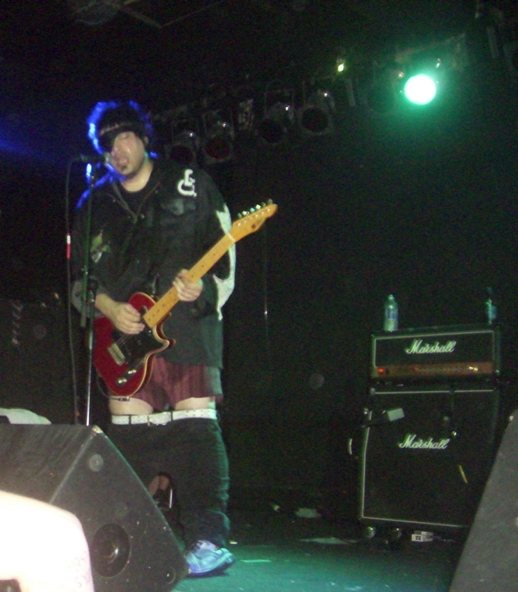
Steve, Righ?
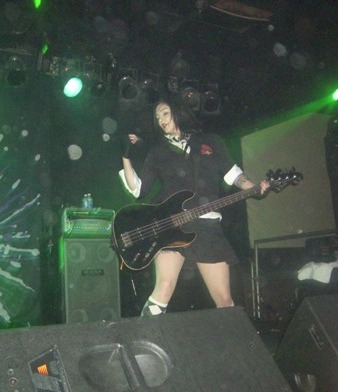
LynZ